# Andru Donalds
Andru Donalds (Kingston, 16 de novembro de 1974) é um músico e cantor jamaicano com carreira solo anterior, que entre 2000 e 2008 foi  um dos vocalistas do projeto musical Enigma. Andru Donalds obteve sucesso com a canção "Mishale" que atingiu # 38 na Billboard Hot 100 em 1995. No Brasil, sua canção com mais notoriedade é "Save Me Now", que foi um dos temas da novela Cara e Coroa, exibida pela Rede Globo entre 1995 e 1996 e na novela Espelho da Vida, transmitida pela mesma emissora em 2018.
Em 2016, fundou Karma Free, projeto temporário, com uma banda formada pelos músicos brasileiros Pedro Mamede (baixo), Daniel Tot (bateria), Jr. Ramos (vocais) e Renato Machado (guitarra).